# 英米法
英米法（えいべいほう、英語: Anglo-American law, common law）とは、イングランドの国王裁判所及び大法官府裁判所の判例を通じて形成されたコモン・ローとエクイティから成る法体系が、イングランドだけでなく、その支配領域（旧イギリス帝国植民地など）にあった諸地域にも広まったもの。英米法系ともいう。

## 概要

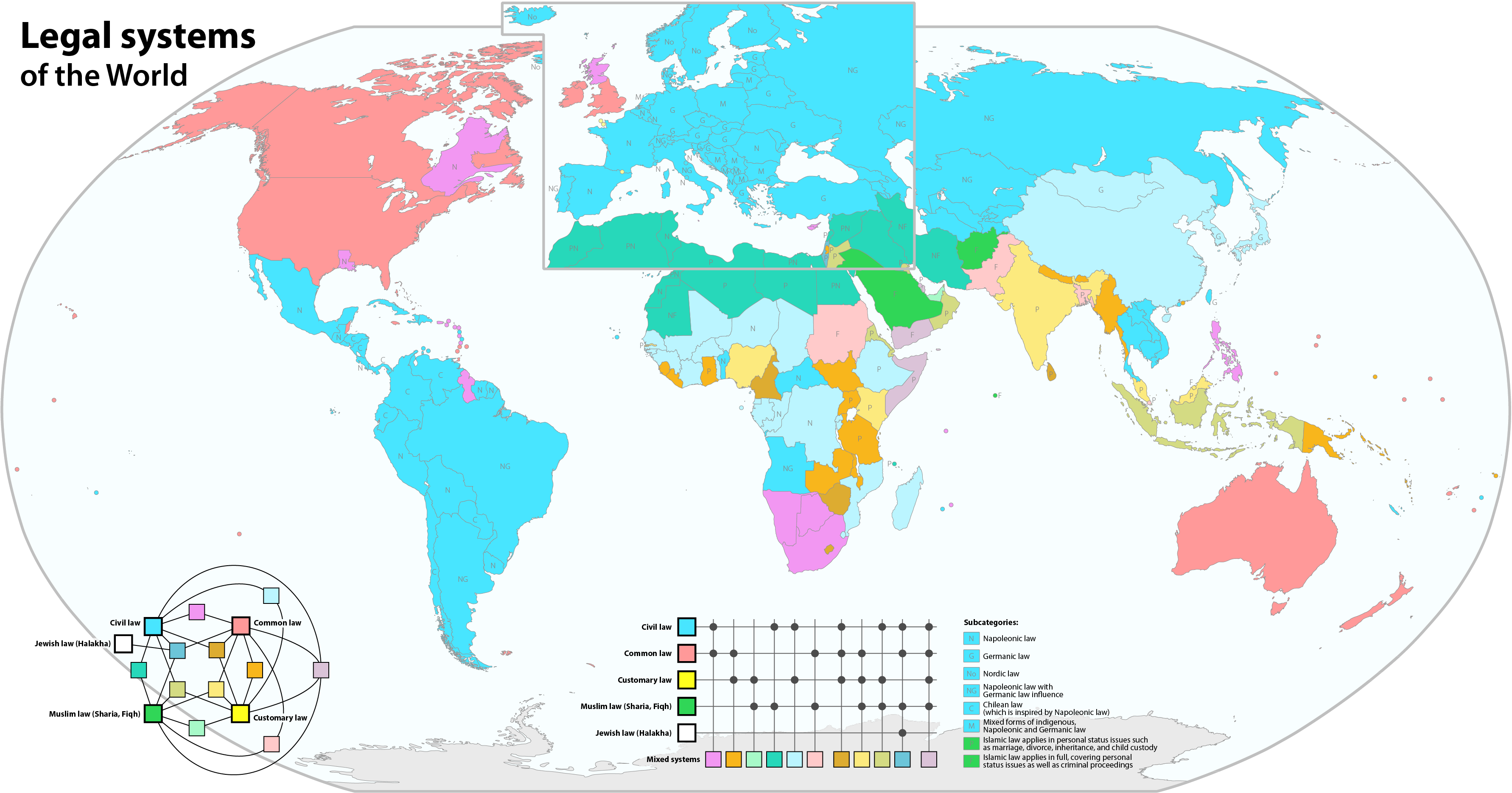
世界各国の法体系。大陸法は水色系、英米法は桃色系の色で塗られている。

英米法ないし英米法系とは、イングランド法やニューヨーク州法といった特定の法秩序ないし法体系に着目した概念ではなく、ヨーロッパ大陸諸国の法体系である大陸法系と対比した場合の、複数の国の法体系の共通性ないし類似性に着目して総称した類概念である。
ゲルマン法に由来する中世的慣習法として成立した判例法たるコモン・ローがイングランド法の基礎として発展したことから、イングランド法を基礎とする英米法を指して「コモン・ロー」とも呼ぶ。
英米法は、イギリスの支配下にあった地域の多くにおいて採用されており、アメリカ合衆国の法体系もその1つであることから、「英米法」と呼ばれる。もっとも、アメリカ合衆国は比較的早期にイギリスから分離したため、他の英米法地域と比べて多くの独自性を有する。
イギリス連合王国内のスコットランドや、アメリカのルイジアナ州やアメリカの事実上の植民地であるプエルトリコでは、歴史的経緯から大陸法系あるいは大陸法と混合した法制度が整備されている。また、かつて英国の植民地であった国々の中でも、もとはフランスの植民地だったケベック州や、ポルトガルが植民地化したスリランカや南アフリカ共和国の法制度は大陸法系である。

## 特色
大陸法系は、ローマ法・カノン法の全面的継受を受けたことから、私法の重要な部分が法律（特に法典）の条文によって規定されるのに対し、英米法系は、中世の英国において、ゲルマン法の一支流であるアングロ・サクソン法を背景として成立した慣習法であり、判例が第一次的法源とされ、司法的である点に基本的な相違点があるとされている。
そこから英米法系は、大陸法系と異なる次のような具体的な特色を有するものとされるが、それは、1066年のウィリアム征服王による封建制の確立から始まる英国の歴史に基づく極めて偶有性の高いものであり、英国法の歴史であるとともに、コモン・ローの歴史そのものでもある。詳細は、それぞれ英国法#歴史、コモン・ロー#歴史を参照。
- 大陸法系がローマ法・カノン法の継受による法の断絶を経験しているのに対し、英米法系はゲルマン的な中世慣習との歴史的継続性を有していることである。
- 英米法系は、マグナカルタのような中世の伝統との連続性のある法の支配を基本理念とするのに対し、大陸系の公法では、法の断絶によって法の支配が衰退し、法治主義がとられるようになったことである。
- 英米法系は、コモン・ローとエクイティからなる法の二元性をとるのに対し、大陸法系はそのような区別を知らないことである。
- 英米法系の裁判が中世からの伝統のある陪審制をとるのに対し、大陸法系では、法の断絶を経験したことによって陪審制は衰退し、素人が裁判官と一緒に審理に参加する参審制をとられるようになったことである。
- 英米法系の司法制度が法曹一元制をとるのに対し、大陸法系はキャリア裁判官によるキャリアシステムをとることである。
- 英米法系の法体系では、訴訟中心主義をとり、実体法は手続法の隙間からにじみ出てきたという性格が強いのに対し、大陸法系が実体法を中心とした理論的な体系となっていることである。
- 英米法系は、大陸法系における総則規定や抽象的な法律行為概念等の理論を嫌い、日常的な人間の経験を重視することである。
- 英米法系の私法は、中世の身分社会の影響から現実の社会の中の個人と全体との関係を重視する「関係理論」をとるのに対し、大陸法系が個人の意思から出発する「意思理論」をとることである。
- 英米法系の刑法は、中世の身分社会の影響から現実の社会の中の個人と全体との関係を重視し、社会に与えた客観的な結果や影響を問題にするのに対し、大陸法系が個人の意思から出発し、その行為の目的や反倫理性を問題とすることである。
- 英米法系は、犯罪も民事上の不法行為も共に国王の平和(King's peace)に対する罪にあたるとされて、刑事法と民事法の区分が曖昧でむしろ公法を中心に発達したのに対し、大陸法では、公法と私法が理論上区別され、個人の対等な関係を基本とする私法を中心に発達してきたことである。[疑問点 – ノート]

## 日本におけるアメリカ法の継受と英米法系の影響
日本法は、明治期に大陸法を継受したため、信託、陪審、43条、416条等民法の若干の規定を除くほか英米法系に由来する規定はなかった。
第二次世界大戦終結後の連合国軍占領下に公布された日本国憲法は、象徴天皇制や議院内閣制などの規定に英国法の影響を想起させるものもかなりあるが、最高裁判所以下の司法府の規定などにアメリカ合衆国憲法をモデルとしたもの（そもそもアメリカ合衆国は成文憲法発祥の地でもある）であり、これによって日本法はアメリカ法を継受した。その結果、一部の法律が改正がなされて、日本法は英米法系の影響を受けるに至っている。
なお、国会法、皇室典範、内閣法については、共通して立憲君主国である英国法系の新制度に合わせて制定され直した。また、アメリカ法の影響として代表的なものに刑事訴訟法と証券取引法があるが、一方で、財産法や商法、刑法、民事訴訟法など多くの法律は大陸法系であるという状況にある。